# Marilyn Martino
Marilyn Martino es una política venezolana, diputada suplente de la Asamblea Nacional por el estado Carabobo.

## Carrera
Martino fue electa como diputada suplente por la Asamblea Nacional por el estado Carabobo para el periodo 2016-2021 en las elecciones parlamentarias de 2015. Para 2020 se encontraba fuera del país.